# Picobiliphyta
Picobiliphyta é um grupo de organismos eucariontes, descoberto em 2007, que integra o picoplâncton fotossintético.